# Cocido

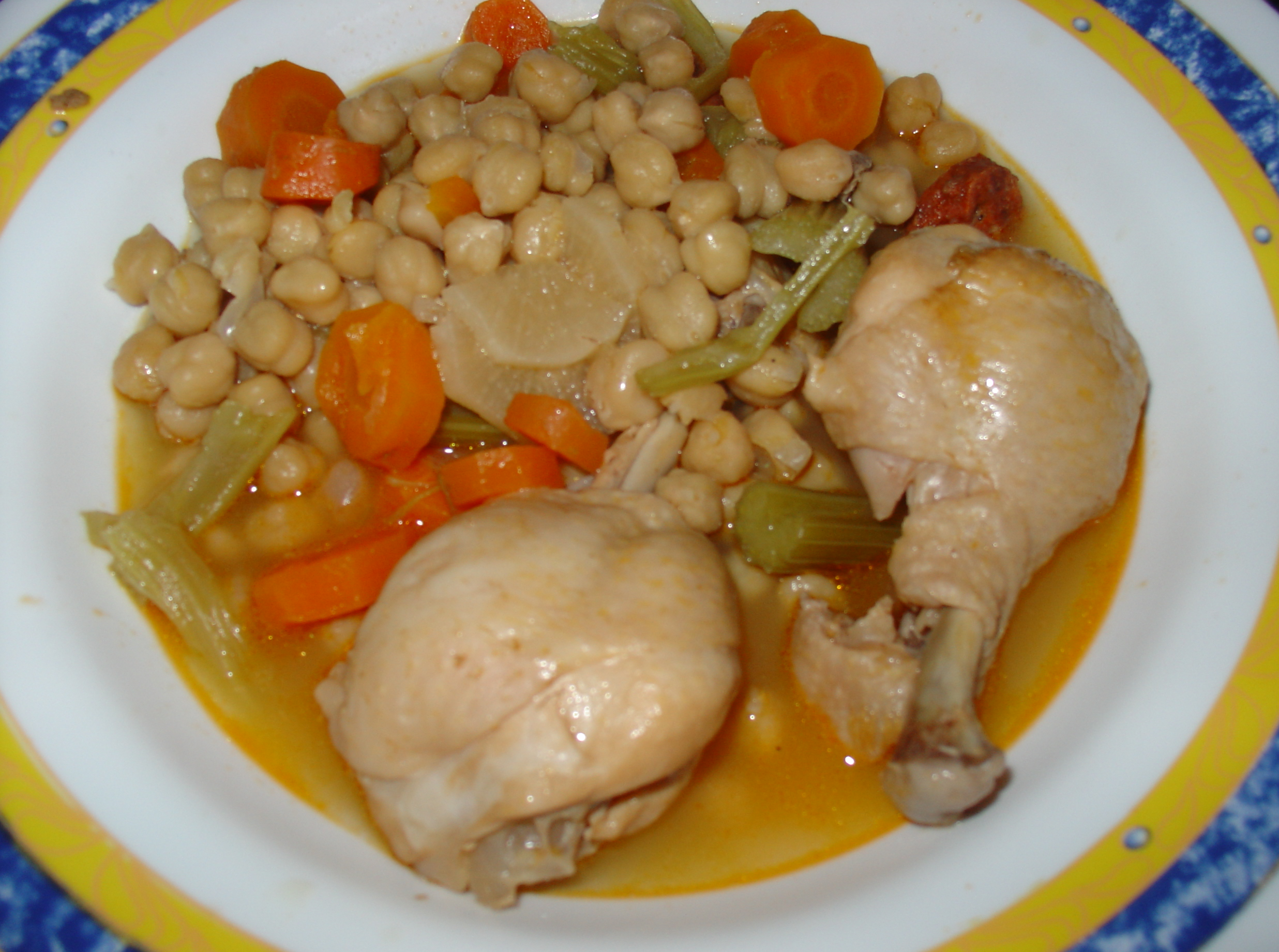
Cocido tillagad med kikärtor, kyckling, selleri, morot, kålrot, purjolök och chorizo.

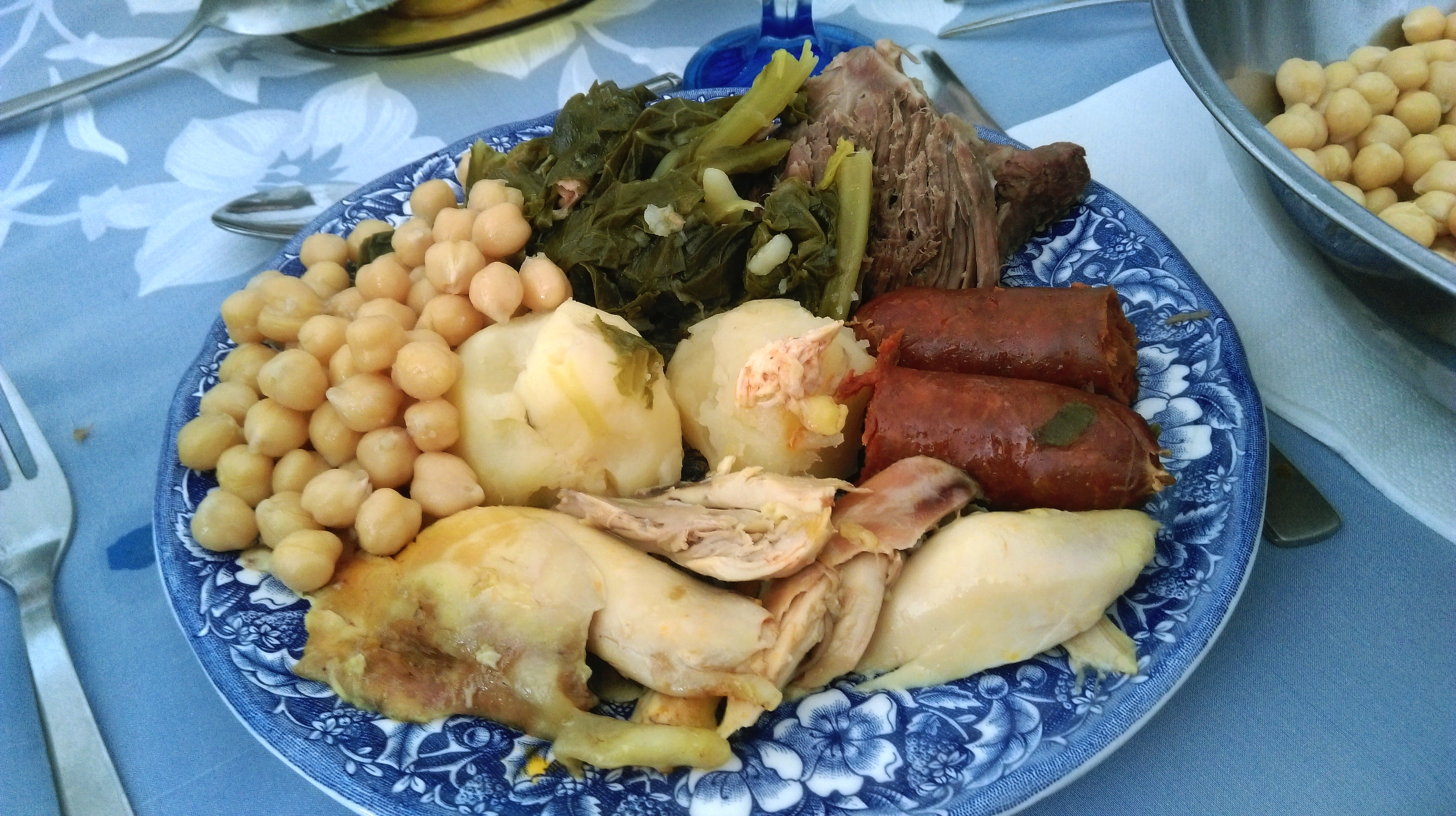
Cocido madrileño med kikärtor, potatis, grönsaker, kalvkött, kyckling och chorizo.

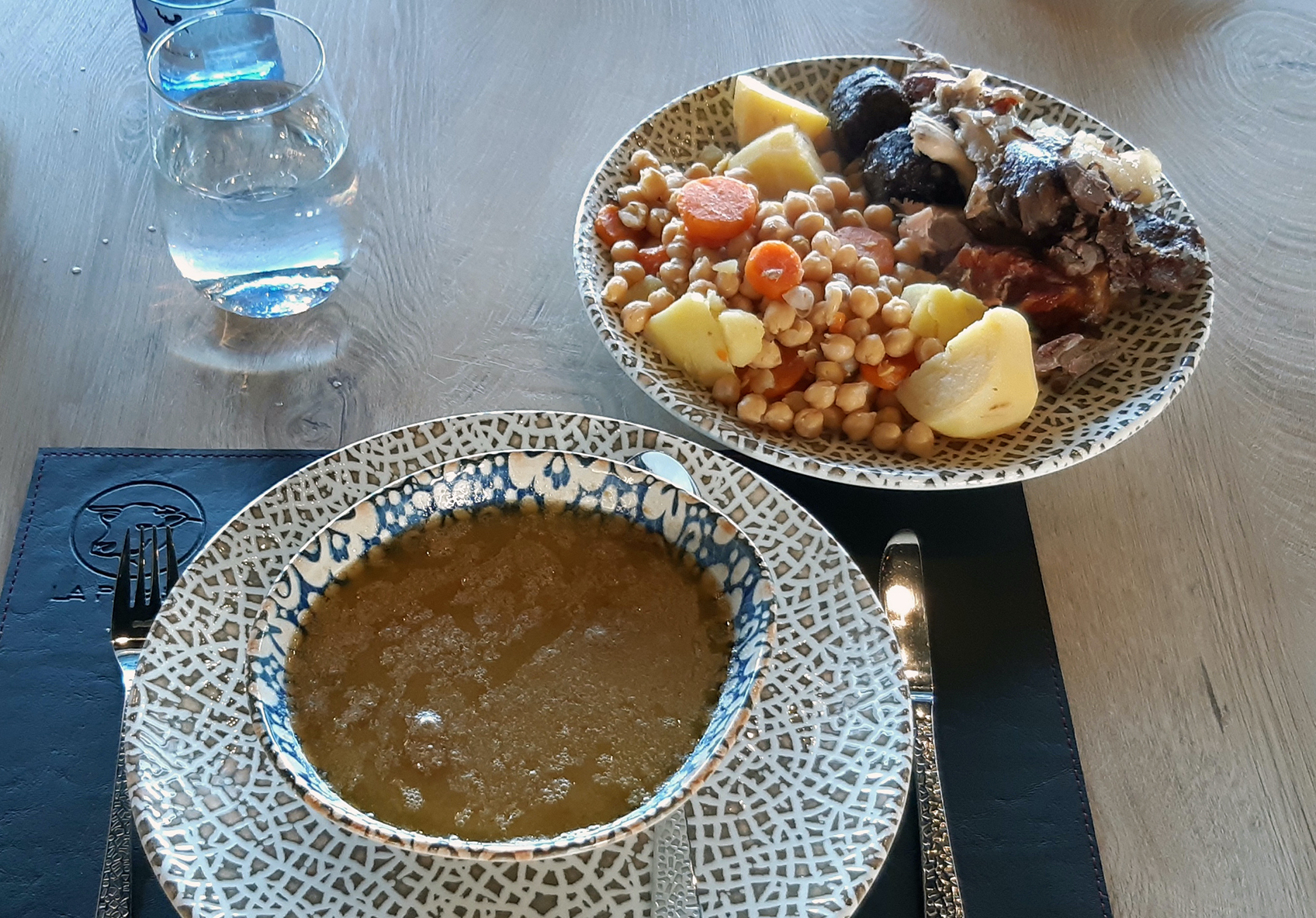
Cocido madrileño på två tallrikar

Cocido är en gryta med spanskt ursprung på kött (fläskkött, nötkött, kyckling eller får), korvar, grönsaker (som kål, majrova, palsternacka), potatis eller morötter, baljväxter (kikärtor, bönor) och andra ingredienser, till vilka man ibland vid serveringen tillsätter till exempel stekta ägg. Men på grund av de många olika regionala varianter som finns brukar man ange ett geografiskt tillägg (manchego, maragato, lebaniego, gallego, etcetera).